# Heartbreaking: The Worst Person You Know Just Made A Great Point
"Heartbreaking: The Worst Person You Know Just Made A Great Point" (en català: "Desconcertant: la pitjor persona que coneixeu acaba de fer un gran argument") és un article del lloc web satíric ClickHole, publicat el febrer de 2018. L'article, que descriu un company de feina odiat fent un argument lògic durant un debat polític, és un mem d'Internet que s'utilitza per fer referència a figures que normalment no agraden a la gent quan fan un inesperat bon argument.

## La imatge
L'article està il·lustrat amb una fotografia de stock d'en Josep Maria García. Va ser presa l'any 2014 durant un viatge laboral a Barcelona, durant el qual en Josep Maria hi ajudava el seu cunyat fotògraf a muntar la il·luminació per a una sessió de fotos. The Guardian el va comparar amb l'András Arató, que també s'havia convertit en un mem d'Internet, Hide the Pain Harold.
Un periodista de Slate, en Cameron Wilson, va intentar trobar en Josep Maria García el 2021 enviant un correu electrònic a Clickhole, però no va obtenir resposta. L'usuari del Twitter @iamtherog havia trobat que la imatge era propietat de Getty Images, però la imatge ja estava eliminada del lloc en aquell moment. No obstant això, un lloc web mèdic indi contenia la imatge i encara incloïa les dades Exif amb les coordenades GPS i el nom del fotògraf.
La imatge sobre si mateixa, separada de l'article i el títol, també s'utilitza sovint com a mem amb el mateix significat.

## En la cultura popular
S'ha fet referència al mem en resposta a declaracions de: Donald Trump, David Portnoy, Mo Brooks, Neil Gorsuch, Matt Gaetz i Lauren Boebert. En referència al mem, escriptors de Mic i Vulture van qualificar l'article d'"absolutament icònic" i "un dels millors articles que s'han trobat mai a Internet", respectivament.